# Pachyolpium puertoricense
Espèce
Synonymes
- Olpiolum puertoricense (Hoff, 1945)

Pachyolpium puertoricense est une espèce de pseudoscorpions de la famille des Olpiidae.

## Distribution
Cette espèce est endémique de Porto Rico.

## Description
Le mâle holotype mesure 2 mm et les femelles de 2,3 à 2,6 mm.

## Systématique et taxinomie
Cette espèce a été placée dans le genre Olpiolum par Hoff en 1964 puis retournée dans le genre Pachyolpium par Tooren en 2002.

## Étymologie
Son nom d'espèce, composé de puertoric[o] et du suffixe latin -ense, « qui vit dans, qui habite », lui a été donné en référence au lieu de sa découverte, Porto Rico.

## Publication originale
- Hoff, 1945 : The pseudoscorpion subfamily Olpiinae. American Museum Novitates, no 1291, p. 1-30 (texte intégral).